# Vleuten vasútállomás
Vleuten vasútállomás vasútállomás Hollandiában, Utrecht városában.

## Vasútvonalak
Az állomást az alábbi vasútvonalak érintik:
- Utrecht–Rotterdam-vasútvonal

## Kapcsolódó állomások
A vasútállomáshoz az alábbi állomások vannak a legközelebb:
- Woerden vasútállomás
- Utrecht Terwijde vasútállomás